# Sílsila
Sílsila (de l'àrab سلسلة, silsila, ‘cadena’, ‘successió’) és un terme islàmic utilitzat sobretot pels sufís per referir-se a la cadena iniciàtica que uneix un mestre amb un altre mestre fins a arribar al profeta Mahoma.
Aquesta cadena es transmet únicament a través d'una relació espiritual. Segons el sufisme, el vincle espiritual és més proper, més fort que el vincle de sang, perquè l'ànima constitueix la realitat de l'individu: l'home existeix perquè posseeix una ànima. D'altra banda, el guia espiritual és un guia permanent, justament perquè les ànimes són lligades, independentment del temps i de l'espai. És per això què l'acció de lligar-se a un guia espiritual és primordial i servir-lo passa abans de tota altra cosa.